# 本間淳子
本間 淳子（ほんま じゅんこ、旧姓：井上 淳子（いのうえ じゅんこ）。1958年（昭和33年）9月7日 - ）は、元フジテレビのアナウンサー。

## 略歴
- 1958年、東京都板橋区生まれ[2]。5年生から神奈川県横浜市で育つ[1]。
- 大学在学中から東京アナウンスアカデミーに通う[2]。
- 1981年3月、専修大学文学部人文学科卒業[1]後、1981年4月にフジテレビに入社。入社と共に『ママとあそぼう!ピンポンパン』の5代目お姉さんになる。この時は、井上佳子（いのうえ けいこ）名義で出演する。1981年4月6日から1982年3月31日（最終回）までの1年間出演。
  - フリーアナウンサーの山中秀樹や常務取締役編成担当の鈴木克明、常務取締役兼編成制作局長の大多亮、ドラマプロデューサーの永山耕三は同期に当たる。
- 1982年3月31日、『ママとあそぼう!ピンポンパン』が終了。本名の井上淳子（いのうえ じゅんこ）としてアナウンサーになる。
- その後、フジテレビ報道局記者の本間正彦（2014年2月退職）と社内結婚し、名前が本間淳子（ほんま じゅんこ）となる。
- 1991年までアナウンサーとして活動した後、局内の別部署に異動。
- 映画事業局を経て2010年にクリエイティブ事業局クリエイティブ事業映像センター映像コンテンツ事業部契約担当部長に就任、2012年から総合メディア開発コンテンツ事業局コンテンツ事業部契約担当部長に就任。2018年9月30日を以って退職。

## 出演番組
井上佳子名義として
- ママとあそぼう!ピンポンパン（1981年4月6日 - 1982年3月31日（最終回）） - 5代目お姉さん

フジテレビアナウンサーとして
- オレたちひょうきん族
- FNNスーパータイム（レポーター）
- TVオバケてれもんじゃ 第2話「正義の味方 ザ・グレートデンキ誕生!!」 - アナウンサー 役
- '82 FNS歌謡祭　会場担当レポーター
- '83 FNS歌謡祭　審査会場担当アナウンサー
- 夜のヒットスタジオDELUXE（牧原俊幸と共に本番前の「もうすぐ夜ヒット」番宣コーナーサブ役）
- いきなり!フライデーナイト
- カノッサの屈辱（「基礎力を確かめよう」「ワンポイントレッスン」の解説）

異動後
- フジテレビ人気番組の最終回全部見せますスペシャル（1993年7月10日）
- ザッツお台場エンターテイメント!『第5夜・主題歌の38年 ナイナイの歌う新社屋』（1997年4月4日）